# Plan pour une métropole d'Osaka

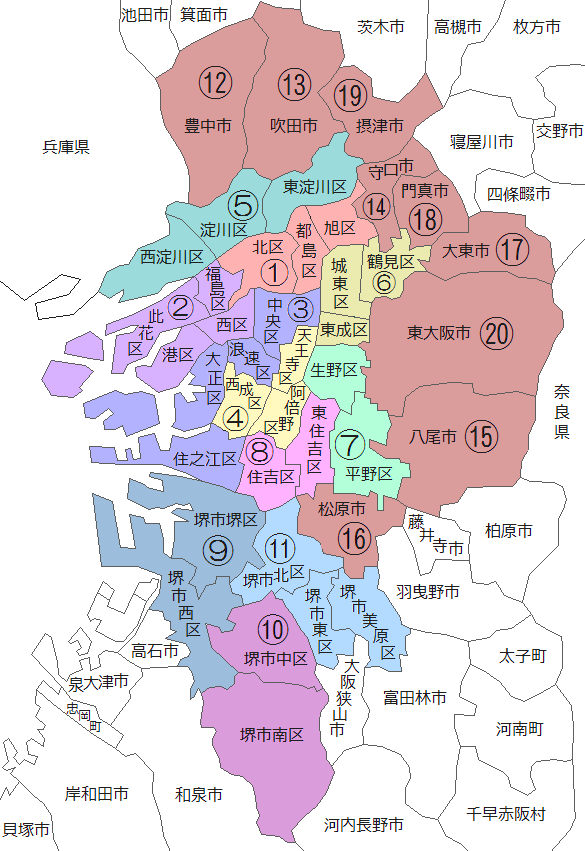
Un des projets de réorganisation de la Préfecture d'Osaka en 20 arrondissements spéciaux, tel que proposé par l'Association pour la Restauration en 2010. Les districts (1) à (8) couvrent le territoire actuel de la Ville d'Osaka, les districts (9) à (11) couvrent le territoire actuel de la Ville de Sakai, et les districts (12) à (20) correspondent à d'autres municipalités existantes dans la Préfecture d'Osaka.

Le plan pour une métropole d'Osaka (大阪都構想, Ōsaka-to kōsō) ou métropole d'Osaka est un projet visant à transformer la préfecture d'Osaka, actuellement un fu, une préfecture urbaine, en métropole. Selon le plan initialement envisagé, les villes d'Osaka, de Sakai et d'autres villes environnantes, dans la préfecture d'Osaka, auraient été dissoutes et, de manière similaire aux districts urbains de Tokyo, subdivisées en arrondissements spéciaux, qui recevraient un statut de municipalités, mais laisseraient certaines tâches communales et des recettes à l'administration de la préfecture. Comme l'opposition politique augmentait, notamment celle de la ville de Sakai, exprimée en 2013 par l'élection d'un maire hostile au projet, ce dernier a été réduit, au moins dans une première étape, pour abolir seulement la ville d'Osaka. Comme à Tokyo, la métropole aurait continué à inclure toutes les autres municipalités de la préfecture et aurait servi de gouvernement de la préfecture pour elles.
Le plan a été rejeté par une courte marge de 0,76 % des voix lors du référendum organisé dans la ville d'Osaka en 2015.

## Défenseurs du projet
Le plan est l'un des principaux objectifs de l'Association pour la restauration d'Osaka, un parti politique dirigé par Tōru Hashimoto. Le parti compte dans ses rangs au moment du référendum le gouverneur de la préfecture et le maire de la ville d'Osaka, et dispose d'une majorité à l’assemblée de la préfecture d'Osaka et une de nombreux sièges dans les assemblées d'Osaka et de Sakai.

## Propositions

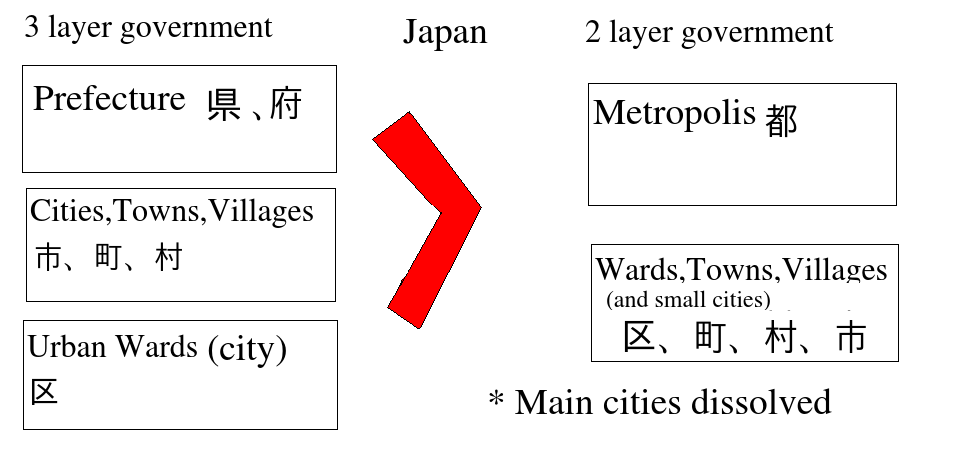
Ce tableau explique le processus générique de la création d'une Métropole au Japon.

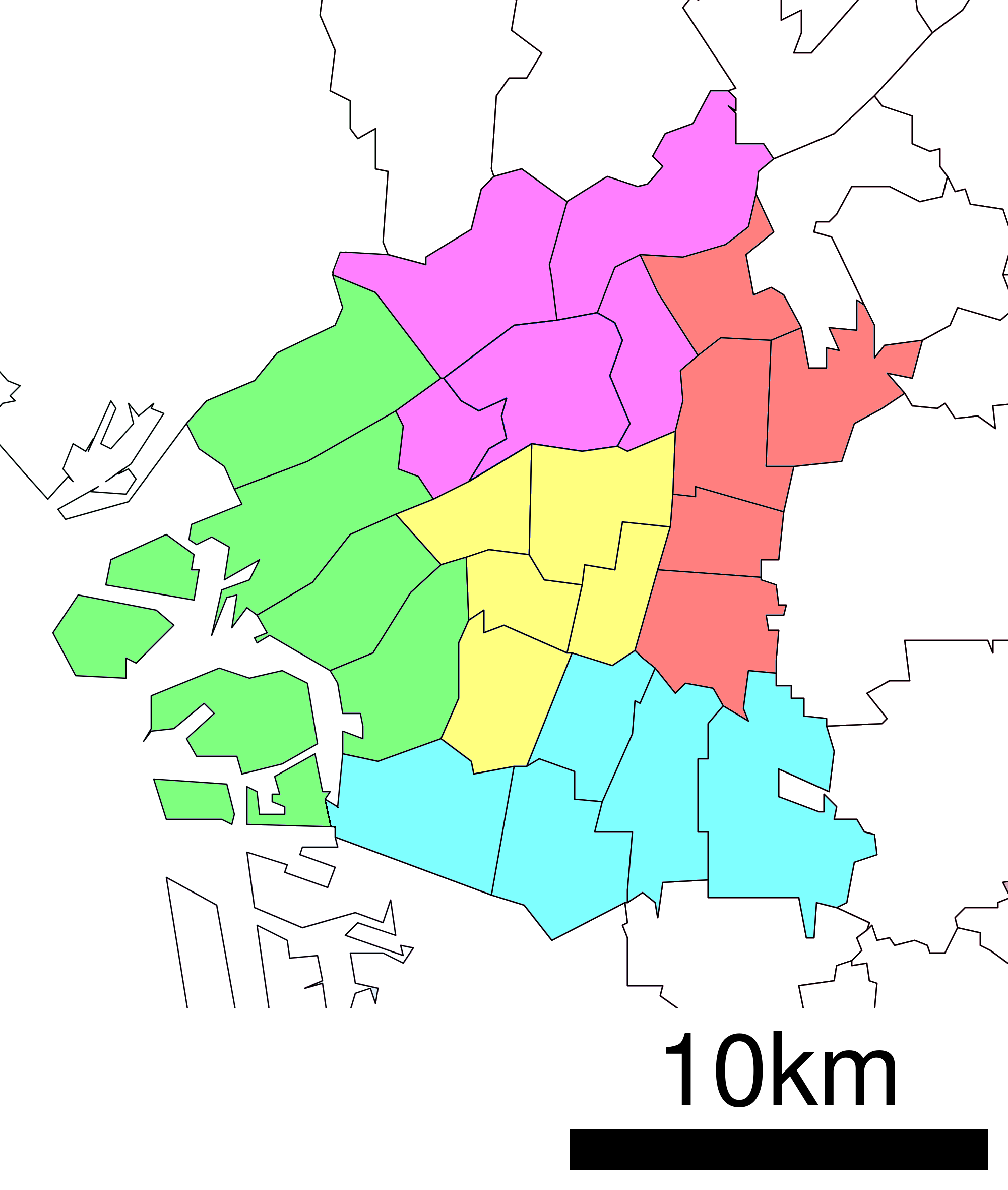
Plan final utilisé lors du référendum.

Selon le plan de l'Association, les 24 arrondissements d'Osaka, les sept arrondissements de Sakai et neuf autres municipalités dans la préfecture d'Osaka seraient réorganisés en vingt arrondissements spéciaux, chacun ayant le même statut municipal que les arrondissements spéciaux de Tokyo. Comme c'est le cas à Tokyo, le gouvernement de la préfecture serait responsable de la perception des impôts immobiliers et de l'impôt régional des sociétés au sein de cette zone, et il serait responsable de l'approvisionnement en eau, de la protection contre les incendies, de la circulation publique et d'autres services par une administration unifiée des 20 arrondissements, tandis que les services aux résidents et d'autres tâches administratives seraient traités par les arrondissements eux-mêmes.
En juillet 2012, sept partis de la Diète nationale (PDJ, PLD, Komeito, PNP, LF, Minna no To, Kizuna) et le groupe parlementaire Kaikaku-Mushozoku no Kai de la Chambre des représentants ont présenté conjointement une proposition de loi visant à créer le cadre juridique pour permettre à Osaka et Sakai de se diviser en arrondissements spéciaux; le changement de nom de la préfecture d'Osaka de Osaka-fu à Osaka-to n'est pas inclus, réservant la désignation to à la préfecture de Tokyo. La loi devrait également permettre à d'autres grandes villes et à leurs municipalités voisines de se réorganiser en arrondissements spéciaux et de transférer les tâches communales au gouvernement de la préfecture. Pour postuler à cette réorganisation, il faut une population de 2 millions d'habitants et l'accord de toutes les municipalités participantes (par vote de l'assemblée et par référendum) et ainsi que l'accord de la préfecture impliquée. Sont ainsi concernées les villes de Sapporo, Saitama, Chiba, Yokohama et Kawasaki, Nagoya, Kyoto et Kobe,; cela pourrait transformer Hokkaido, Saitama, Chiba, Kanagawa, Aichi, Kyoto ou Hyōgo en « métropoles » similaires à Tokyo. Le projet de loi est adopté par la Diète en août 2012.
Quatre plans d'arrondissements spéciaux de la Ville d'Osaka, tels que proposés par l'équipe du projet en 2012: 
   

## Second référendum
Le 25 mai 2019, des représentants des partis Osaka Ishin no Kai, à la tête de la ville et de la préfecture d'Osaka, et Komeito annoncent lors d'une conférence de presse l'organisation d'un nouveau référendum à la fin de l'année 2020. Le 10 juin 2020, Ichiro Matsui, maire d'Osaka, annonce qu'il se tiendra le 1er novembre suivant. Une nouvelle fois, le « non » l'emporte de justesse avec 50,6 % des voix.